# Boleslawia burakowskii
Boleslawia burakowskii är en stekelart som beskrevs av Sawoniewicz 1996. Boleslawia burakowskii ingår i släktet Boleslawia och familjen brokparasitsteklar. Inga underarter finns listade.